# Lorenzo Davids
Lorenzo Davids (Paramaribo, 1986. szeptember 4. –) holland labdarúgó. A NEC Nijmegen középpályása.